# 원, 투, 쓰리
《원, 투, 쓰리》(영어: One, Two, Three)는 1961년 개봉한 미국의 코미디 영화이다. 빌리 와일더가 감독과 공동각본을 맡았으며, 몰나르 페렌츠의 희곡 Egy, kettő, három  이 영화의 원작이다.

## 출연

### 주연
- 제임스 카그니
- 호르스트 부흐홀츠

### 조연
- 파멜라 티핀
- 아렌느 프란시스
- 하워드 세인트 존

## 기타
- 협력프로듀서: I.A.L. 다이아몬드
- 협력프로듀서: 도안 해리슨